# 関東おんな悪名
『関東おんな悪名』（かんとうおんなあくみょう）は、1969年5月1日に公開された、女やくざの活躍を描いた任侠映画、関東おんなシリーズ第2作、主演は安田道代。監督は森一生。

## キャスト
- 安田道代 : 江島美樹
- 露口茂 : 五十嵐隆一
- 水谷良重 : お酉
- 西村晃 : 天王寺の赤馬
- 三木本賀代 : みどり
- 須賀不二男 : 千田松次郎
- 亀石征一郎 : 千田猛
- 南都雄二 : 釜太郎
- 五味龍太郎 : 月田雄三
- 水上保広 : 仁吉
- 木村元 : 千波留造
- 伊達岳志 : 黒川一馬
- 杉山昌三九 : 山田太左衛門
- 志村喬 : 島田鉄平
- 勝新太郎 : 荒巻義助

## スタッフ
- 監督：森一生
- 脚本：高田宏治
- 企画 : 財前定生
- 撮影：森田富士郎
- 音楽：鏑木創
- 美術：太田誠一
- 編集：谷口登司夫

## 併映作品
- 『女賭博師十番勝負』: 田中重雄監督